# Wiktar Sajzau
Wiktar Sajzau (belarussisch Віктар Зайцаў; russisch Виктор Зайцев / Wiktor Saizew; englisch Viktar Zaitsau; * 27. August 1992 in Babrujsk) ist ein belarussischer Handballspieler. 

## Karriere
Sajzau spielte bis 2015 für SKA Minsk. Mit dem Hauptstadtklub gewann der 2,04 m große linke Rückraumspieler 2012 den belarussischen Pokal, 2013 den EHF Challenge Cup sowie 2013, 2014 und 2015 die Baltic Handball League. Von 2015 bis 2017 lief er für den russischen Verein GK Newa St. Petersburg auf, mit dem er am Challenge Cup und am EHF-Pokal teilnahm. Von 2017 bis 2019 stand er beim finnischen Verein Riihimäki Cocks unter Vertrag und gewann 2018 und 2019 jeweils Meisterschaft, Pokal und Baltic Handball League. Von 2019 bis 2021 spielte er in Russland für GK Permskije Medwedi.
Für die belarussische Nationalmannschaft bestritt er mindestens 49 Länderspiele, in denen er 33 Tore erzielte. Er stand im Aufgebot für die Europameisterschaften 2014 und 2016.